# Timmerhuis
Le Timmerhuis, anciennement Stadstimmerhuis, est un ensemble de bâtiments situé dans le quartier de Stadsdriehoek dans le centre de Rotterdam. Il abrite des services municipaux, le musée de Rotterdam et des unités résidentielles.

## Historique
Rotterdam a eu plusieurs bâtiments destinés aux ateliers municipaux, appelés en néerlandais, Stadstimmerhuis. Ces bâtiments servaient aux services de construction de la ville, les constructeurs artisans puis les architectes y travaillaient. Les bâtiments ont aussi servi à loger les personnes travaillant à l'administration de la ville. 
La première Timmerhuis située sur la Westerwagestraat  est détruite en 1599. Un nouveau bâtiment plus spacieux est construit dans le quartier Haringvliet au XVIIe siècle mais est détruit lors du bombardement de Rotterdam, en mai 1940. Des bâtiments provisoires sont ensuite utilisés, jusqu'en 1953, situés sur la rue Boezemweg.  
Entre-temps, les services se sont élargis au XIXe siècle, et les services coordonnant tous les travaux publics de la ville, viennent s'installer à la Stadstimmerhuis sur Haringvliet.  
En 1947, un projet présenté par l'architecte de la ville, J. R. R. Koops, prévoyait la construction d'un nouveau bâtiment, le Stadstimmerhuis, partiellement réalisée, entre 1950 et 1953. Il a été l'un des premiers grands bâtiments édifiés lors de la reconstruction de la ville. 
Dès 1953, le bâtiment a abrité les services municipaux de travaux publics ainsi que plusieurs départements techniques.
Dans les années 1980, les services de travaux publics (gemeentewerken) sont déplacés vers d'autres bâtiments situés dans les quartiers ouest de la ville, vers Marconiplein. Ces bâtiments s'appellent aussi Stadstimmerhuis.

## Architecture

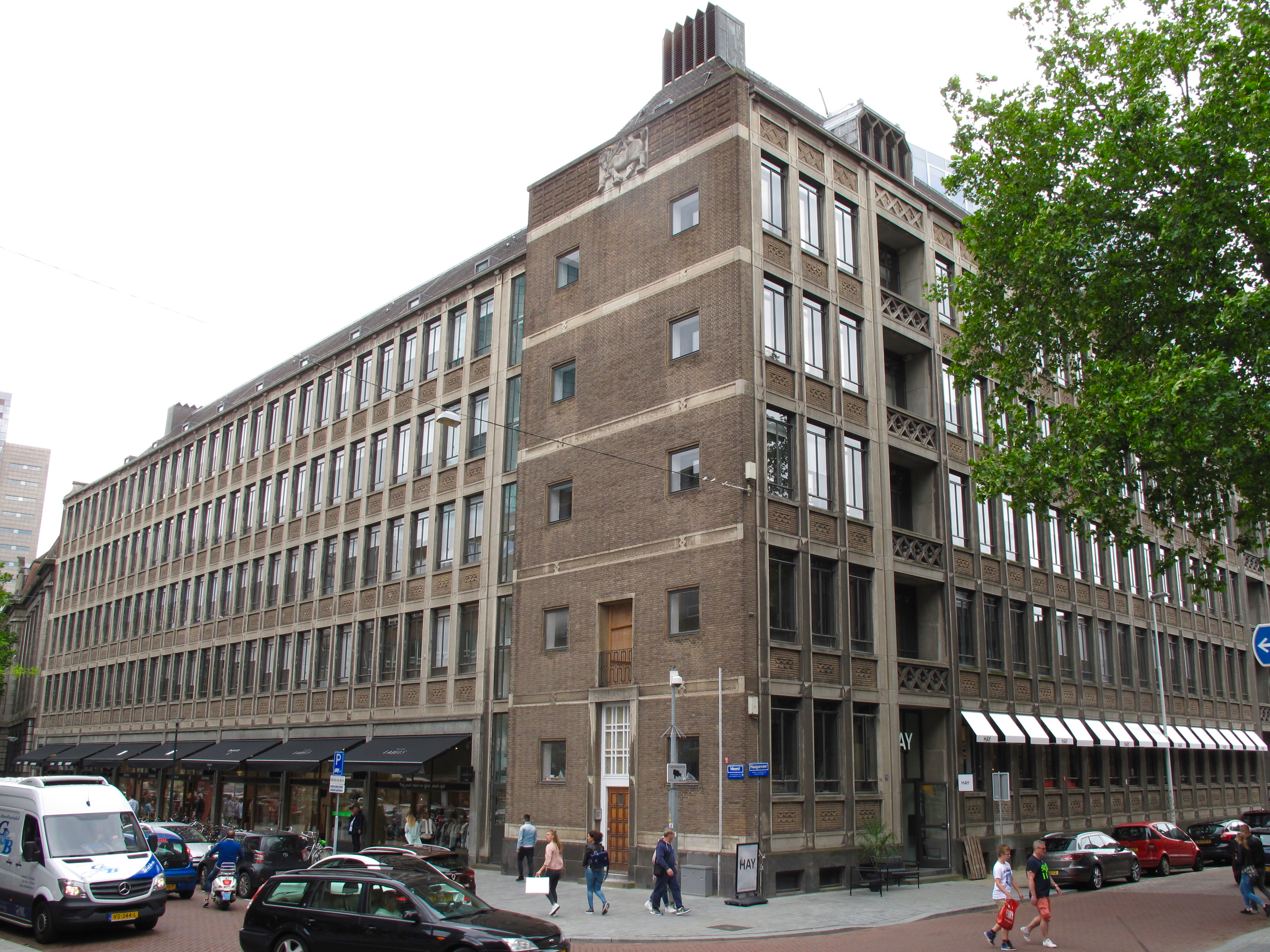
Vue arrière : l'ancien bâtiment a été conservé.

En 2000, le bâtiment est inscrit comme monument national néerlandais.
Une extension en forme de L,  ajoutée à l'intérieur du bâtiment en 1970 par l'architecte Ronald Gill, est démolie en 2011. Pour la nouvelle construction, la ville a organisé la mise en concurrence de 5 bureaux d'architectes (Mecanoo, SeARCH, Claus en Kaan, Meyer en Van Schooten en OMA). Le jury a choisi le bureau OMA pour concevoir et suivre la réalisation du projet,.  
Le nouveau complexe, le Timmerhuis, est inauguré le 11 décembre 2015. Il contient des bureaux, 91 appartements, un parking souterrain et abrite le bâtiment  principal du musée de Rotterdam. Il intègre l'ancien bâtiment, et comprend deux tours. Les toits sont conçus en terrasses. L'entrée du public se fait dans un vaste atrium et une passerelle piétonne permet de rejoindre le Rodezand.

## Galerie

Timmerhuis
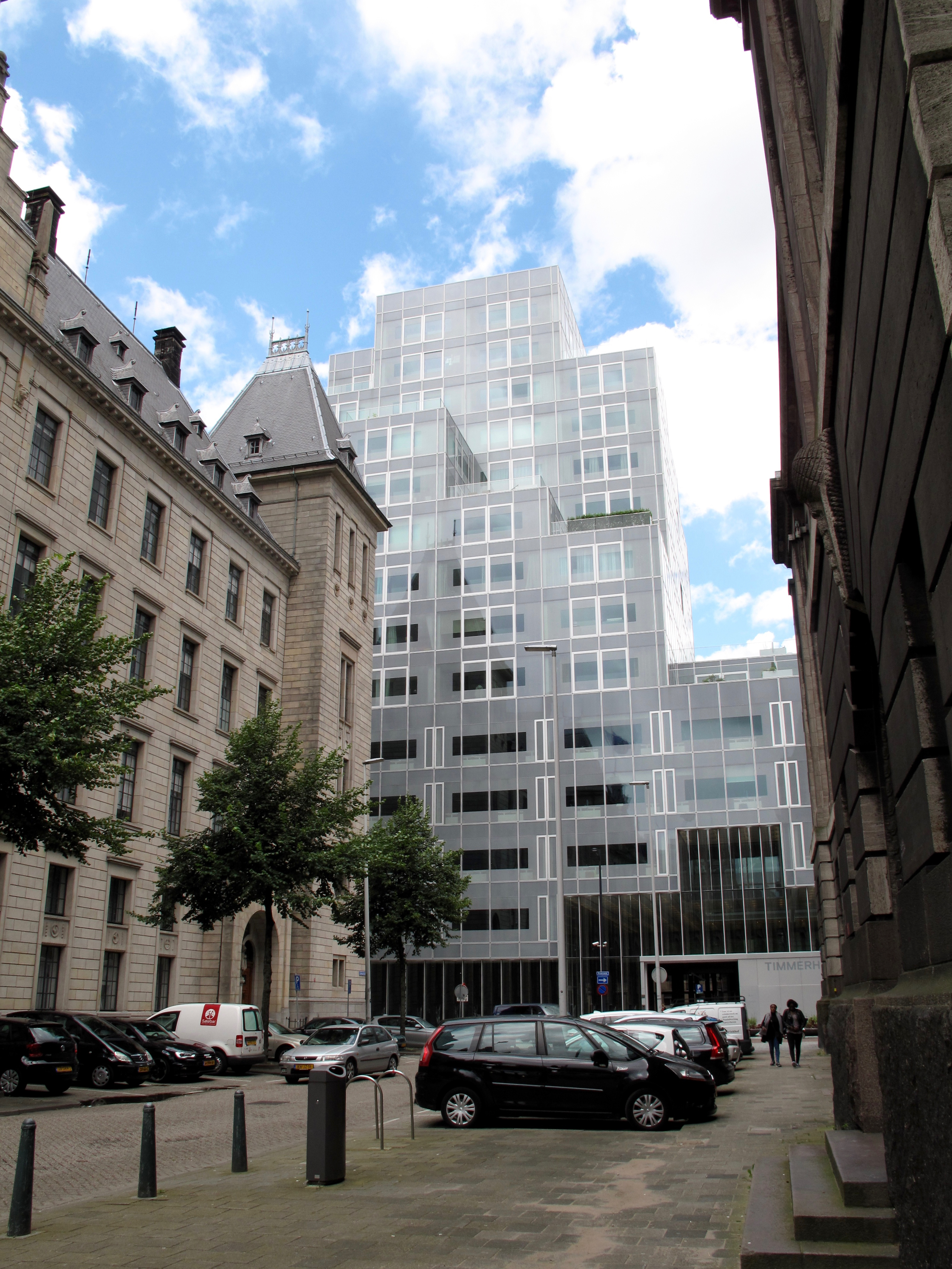
Vue du nord depuis la Stadhuisstraat
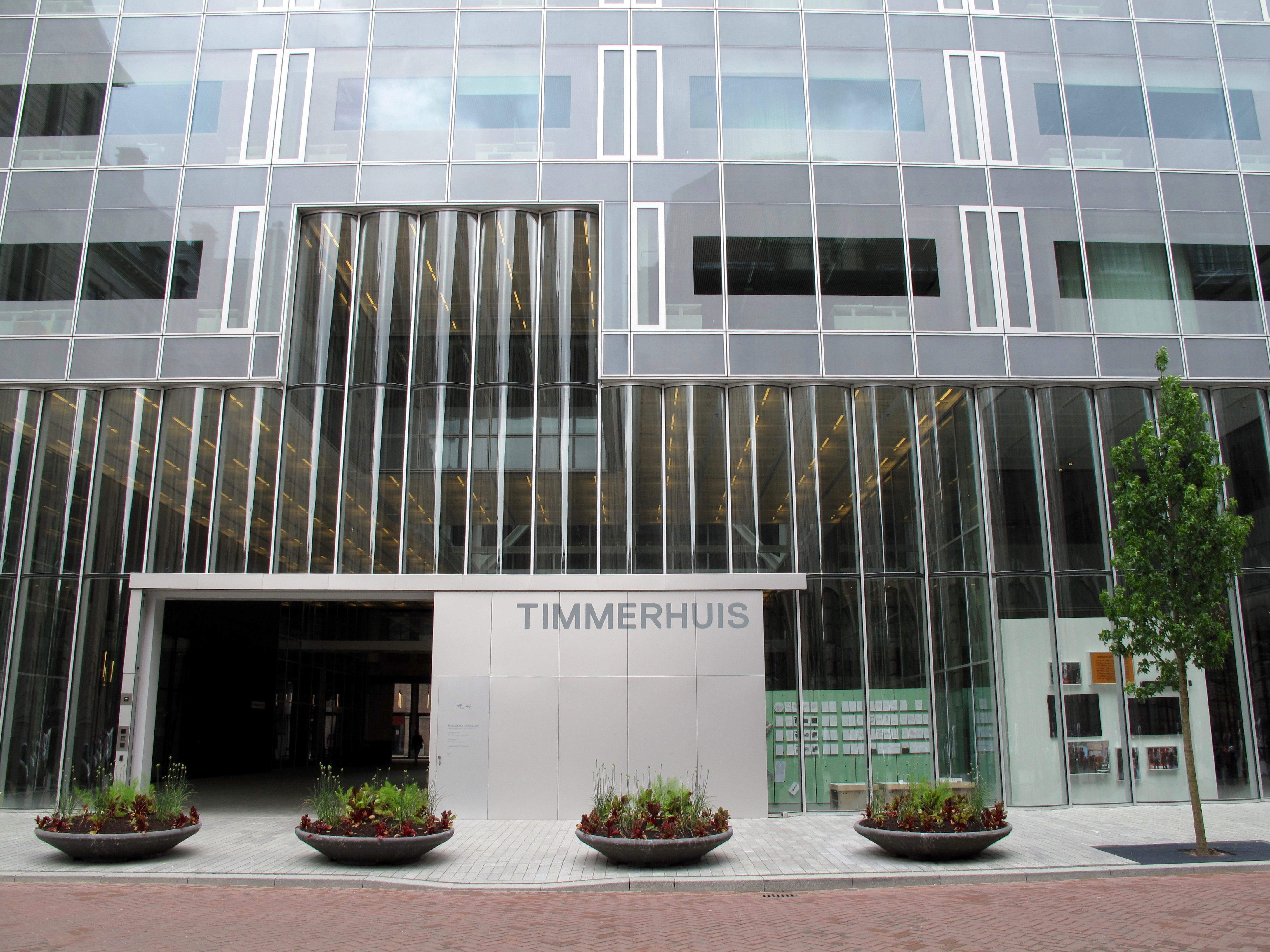
Façade sur la Rodezand
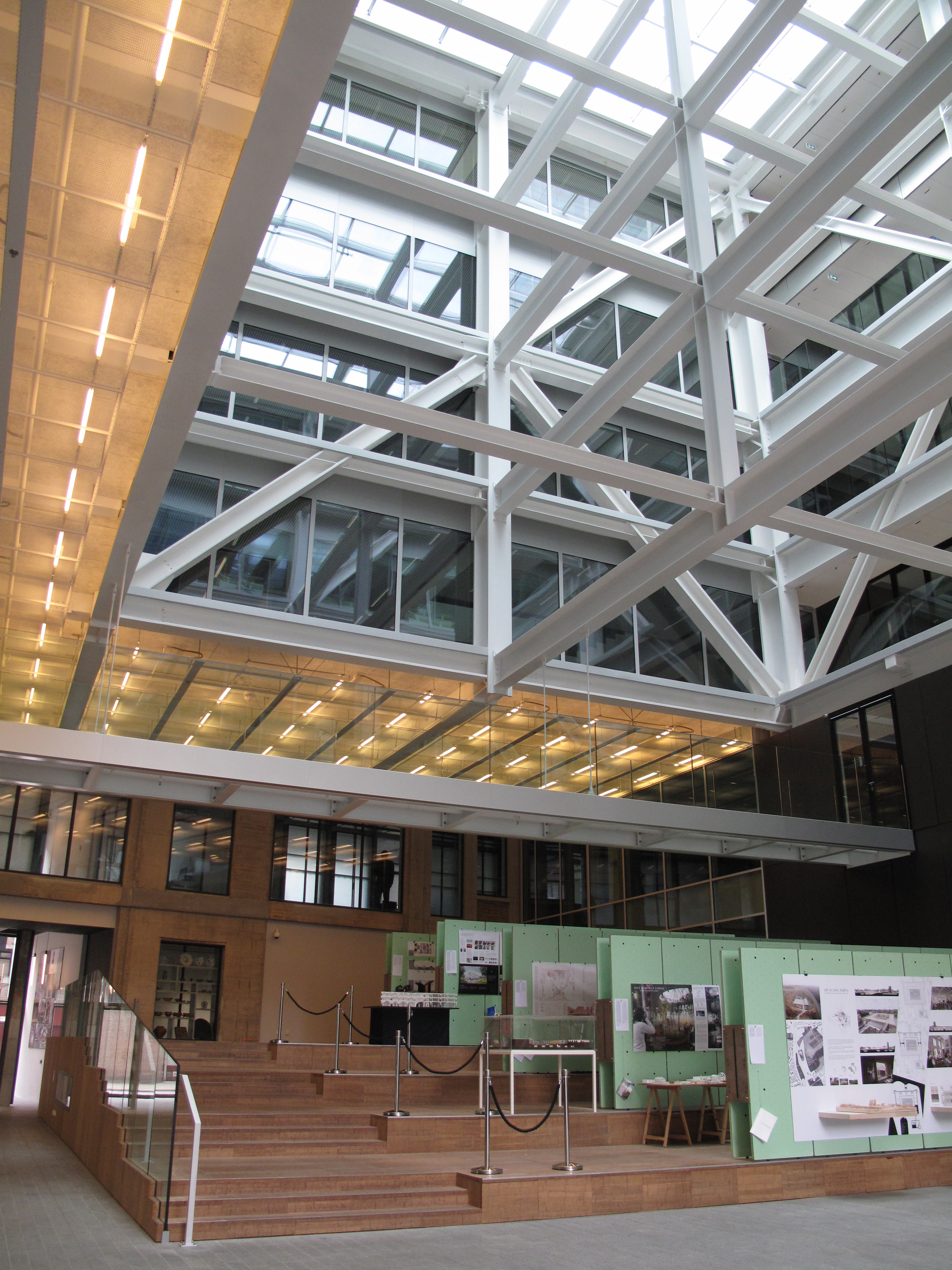
Atrium
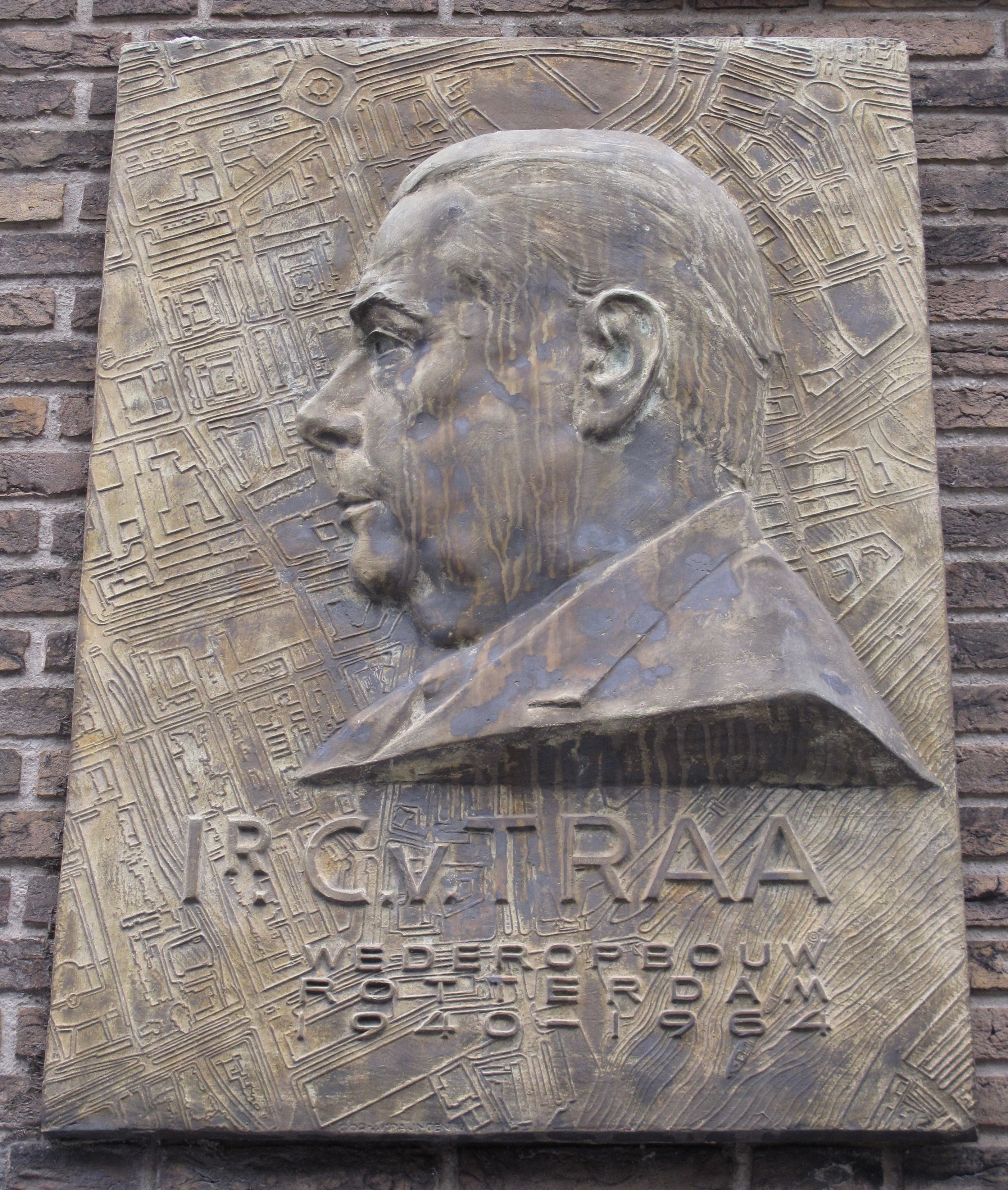
Plaque en l'honneur de Cornelis van Traa
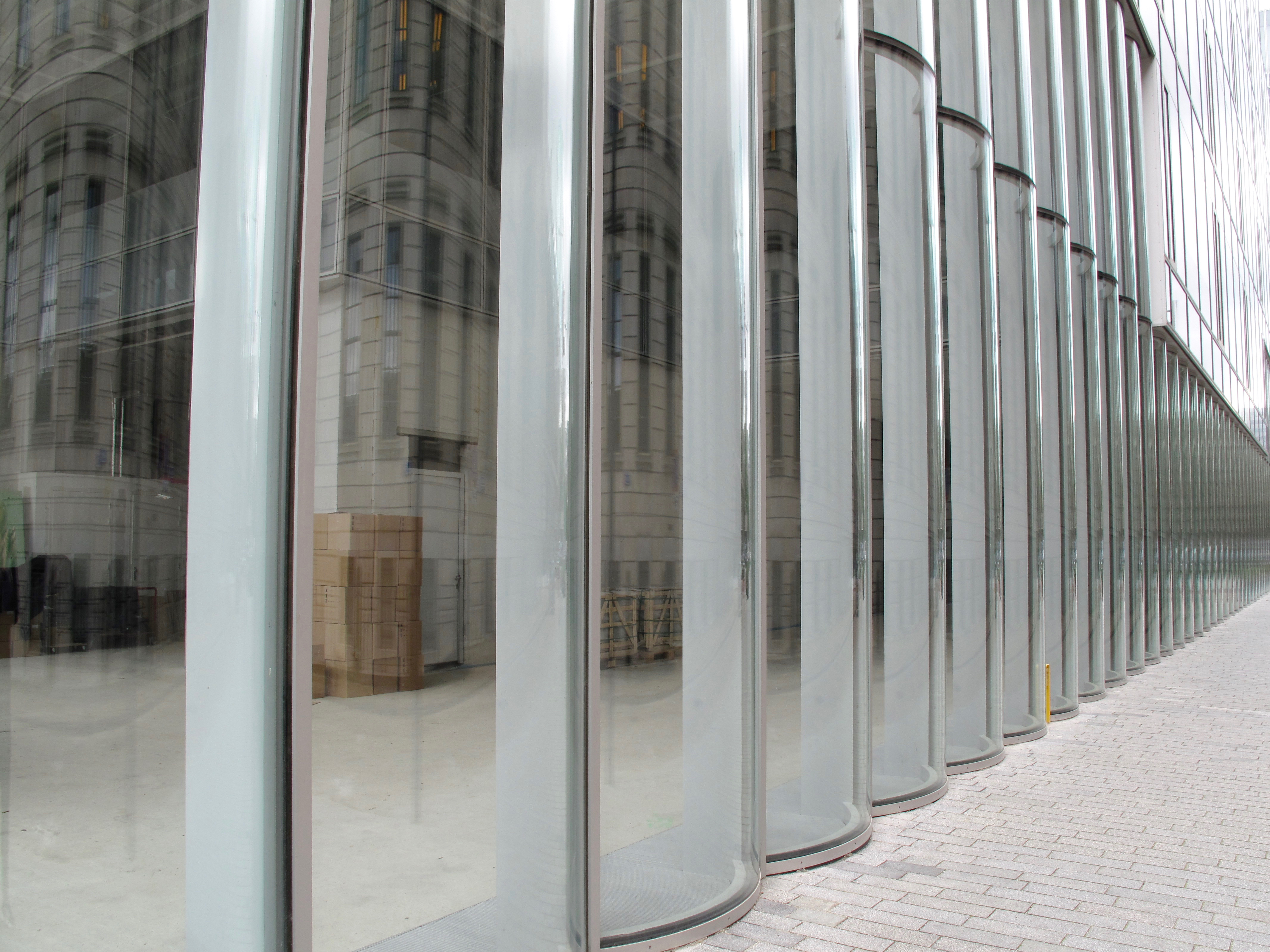
Détail de la façade

## Source
- (nl) Cet article est partiellement ou en totalité issu de l’article de Wikipédia en néerlandais intitulé « Timmerhuis » (voir la liste des auteurs).